# 瓦尔斯霍特
瓦尔斯霍特（荷蘭語：Waarschoot，荷蘭語發音：[ˈʋaːrsxoːt]）是比利时东佛兰德省利弗海姆的一个城镇和片区。瓦尔斯霍特原为一独立市镇，2019年1月1日，瓦尔斯霍特与市镇洛芬德海姆和佐默海姆合并为新市镇利弗海姆。